# Богатырёв, Станислав
Станислав Богатырёв (род. 1939) — советский хоккеист, защитник. Мастер спорта СССР (1962).

## Биография
В составе московского «Спартака» — бронзовый (1957) и золотой (1958) призёр молодёжного чемпионата СССР. В классе «А» чемпионата СССР провёл четыре сезона в составе команд МВО / СКА Калинин (1959/60 — 1961/62) и «Локомотив» Москва (1962/63). В сезоне 1961/62, набрав 86 штрафных минут, занял по этому показателю первое место в чемпионате.